# 江戸六地蔵
江戸六地蔵（えどろくじぞう）は、宝永から享保年間にかけて江戸市中の6箇所に造立された銅造地蔵菩薩坐像である。

## 歴史
江戸深川の地蔵坊正元が、宝永3年（1706年）に発願し江戸市中から広く寄進者を得て、江戸の出入口6箇所に丈六の地蔵菩薩坐像を造立した。病気平癒を地蔵菩薩に祈願したところ無事治癒したため、京都の六地蔵に倣って造立したものである。
鋳造は神田鍋町の鋳物師、太田駿河守藤原正儀により、像高はいずれも270cm前後である。造立時には鍍金が施されていた（東禅寺の第二番は弁柄色の漆）が、現在では金箔の痕跡をわずかに残すだけとなっている。それぞれの像内には小型の銅造地蔵菩薩坐像や寄進者名簿などが納められていた。また、像や蓮台には寄進者の名前が刻まれており、寄進者は合計すると72000名を越える。
江東区永代寺の第六番は富岡八幡宮の二の鳥居付近にあったが、明治元年（1868年）の神仏分離令による廃仏毀釈により、旧永代寺が廃寺になり取り壊された。現存する第一番から第五番までは、すべて東京都指定有形文化財に指定されている。
第六番の代仏が、上野の浄名院（台東区上野桜木二丁目6-4）に祀られている。浄名院が江戸六地蔵を名乗っている事については、他の札所でも賛否両論あるらしい。

## 江戸六地蔵一覧
| 番    | 巡拝  | 寺号   | 宗派         | 造立年            | 像高  | 現状     | 街道     | 所在地                         | 画像 |
| ----- | ----- | ------ | ------------ | ----------------- | ----- | -------- | -------- | ------------------------------ | ---- |
| 第1番 | 第1番 | 品川寺 | 真言宗醍醐派 | 1708年（宝永5年） | 2.75m | 現存     | 旧東海道 | 東京都品川区南品川三丁目5-17   |      |
| 第2番 | 第4番 | 東禅寺 | 曹洞宗       | 1710年（宝永7年） | 2.71m | 現存     | 奥州街道 | 東京都台東区東浅草二丁目12-13  |      |
| 第3番 | 第2番 | 太宗寺 | 浄土宗       | 1712年（正徳2年） | 2.67m | 現存     | 甲州街道 | 東京都新宿区新宿二丁目9-2      |      |
| 第4番 | 第3番 | 真性寺 | 真言宗豊山派 | 1714年（正徳4年） | 2.68m | 現存     | 旧中山道 | 東京都豊島区巣鴨三丁目21-21    |      |
| 第5番 | 第5番 | 霊巌寺 | 浄土宗       | 1717年（享保2年） | 2.73m | 現存     | 水戸街道 | 東京都江東区白河一丁目3-32     |      |
| 第6番 | 第6番 | 永代寺 | 高野山真言宗 | 1720年（享保5年） | 不明  | 現存せず | 千葉街道 | 現：東京都江東区富岡一丁目15-1 |      |